# Cộng hòa Xô viết Hungary

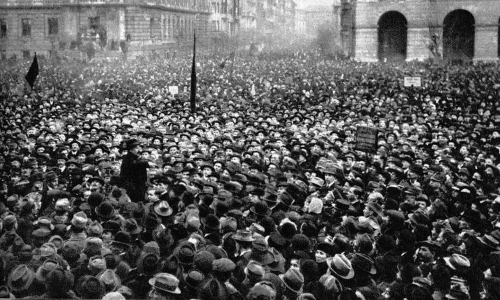
Lễ tuyên bố thành lập Cộng hòa Xô viết Hungary – 21/3/1919

Cộng hòa Xô viết Hungary (tiếng Hungary: Magyarországi Tanácsköztársaság) là một chính thể cộng sản ở Hungary năm 1919.
Tồn tại từ ngày 21 tháng 3 cho đến ngày 6 tháng 8 năm 1919, nước Cộng hòa Xô viết sụp đổ khi lực lượng quân sự Romani chiếm đóng Thủ đô Budapest trong chiến tranh Hungary-Rumani. Đây là lần đầu tiên có một chính phủ Cộng sản hình thành ở châu Âu sau Cách mạng tháng Mười Nga. Chính thể được thành lập sau khi quân đội Rumani rút khỏi Hungary là vương quốc Hungary.

## Bối cảnh
Tình hình Hungary sau Thế chiến I cực kỳ khó khắn. Càng thêm căng thẳng bởi dòng người tị nạn từ các vùng đất bị mất vĩnh viễn cho Đồng minh trong chiến tranh theo Hiệp ước Trianon. Lạm phát tràn lan, thất nghiệp gia tăng, tình trạng thiếu lương thực và sự thiếu hụt than đá tiếp tục làm suy yếu nền kinh tế và tác động khiến các cuộc biểu tình lan rộng.
Nền quân chủ đế quốc Áo-Hung sụp đổ vào năm 1918. Trong tháng 10 năm 1918, cuộc Cách mạng Hoa cúc diễn ra, hình thành nhà nước mới. Nền cộng hòa được công bố vào ngày 16 tháng 11 năm 1918 với Thủ tướng Mihály Károlyi. Károlyi thành lập các cơ quan của chính phủ và kiểm soát đất nước.
Hạt nhân ban đầu của đảng cộng sản tại Hungary được tổ chức tại Moscow ngày 4 tháng 11 năm 1918. Một nhóm tù nhân chiến tranh của Hungary và một vài người có cảm tình với cộng sản thành lập Ủy ban Trung ương. Được dẫn dắt bởi Béla Kun, các thành viên đầu tiên trở lại Hungary. Đến ngày 24 tháng 11, Đảng Cộng sản Hungary (Kommunisták Magyarországi Pártja) chính thức thành lập. Đảng Cộng sản bắt đầu tiến hành tuyên truyền và kết nạp đảng viên. Đến tháng 2 năm 1919, số thành viên lên tới 30.000 đến 40.000, trong đó có nhiều người là cựu binh, thất nghiệp, trí thức trẻ và người dân tộc thiểu số.

## Thành lập

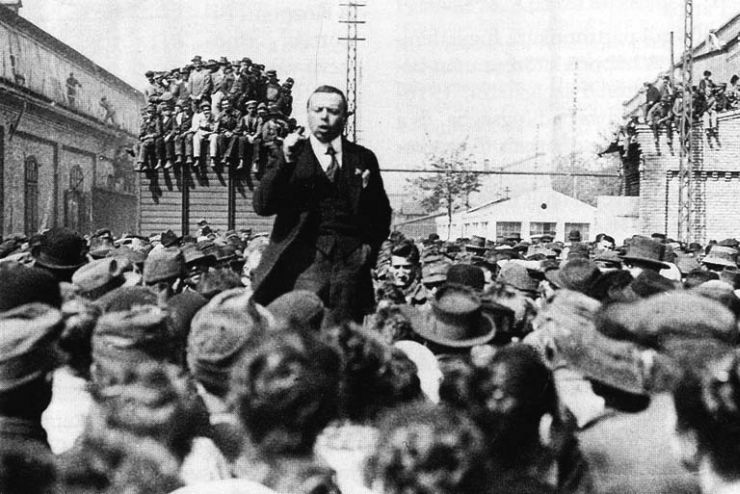
Béla Kun, lãnh đạo Cách mạng Hungary 1919

Đảng Cộng sản khi đó là phe đối lập với chính quyền, thường xuyên lãnh đạo các cuộc tuần hành, đình công của người dân. Khi đó, Trung tá quân đội Pháp Fernand Vix gửi chính phủ Hungary văn bản Vix Note đòi Hungary rút quân khỏi những vùng đất dự kiến sẽ cắt cho các nước phe Hiệp ước. Chính quyền Hungary quyết định chống lại. Để có thêm đồng minh, chính phủ Károlyi quyết định hợp tác với Đảng Cộng sản và tìm cách liên hệ với Hồng quân Xô viết Nga.
Ngày 20 tháng 3, Károlyi thông báo rằng chính phủ Dénes Berinkey sẽ từ chức. Ngày 21 tháng 3, ông thông báo với Hội đồng Bộ trưởng chỉ có Đảng Dân chủ Xã hội có thể thành lập chính phủ mới, vì họ là bên có công lao lớn nhất. Để hình thành một liên minh cầm quyền, Đảng Dân chủ Xã hội bắt đầu các cuộc đàm phán với lãnh đạo Cộng sản.
Theo yêu cầu của Béla Kun, Đảng xã hội dân chủ và Đảng Cộng sản hợp nhất lấy tên là Đảng xã hội chủ nghĩa Hungary, tiến tới thành lập một chính phủ xô viết.

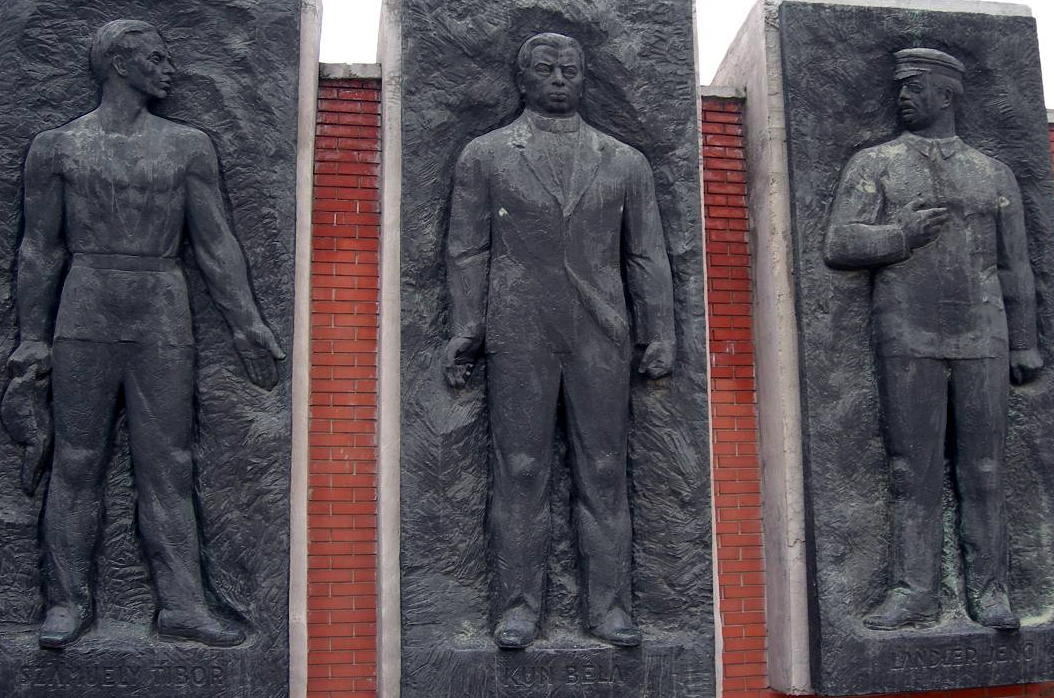
Lãnh đạo của nước Cộng hòa Xô viết Hungary. Tibor Szamuely, Béla Kun, Jenő Landler. Đài tưởng niệm ở Budapest.

## Chiến tranh và sụp đổ

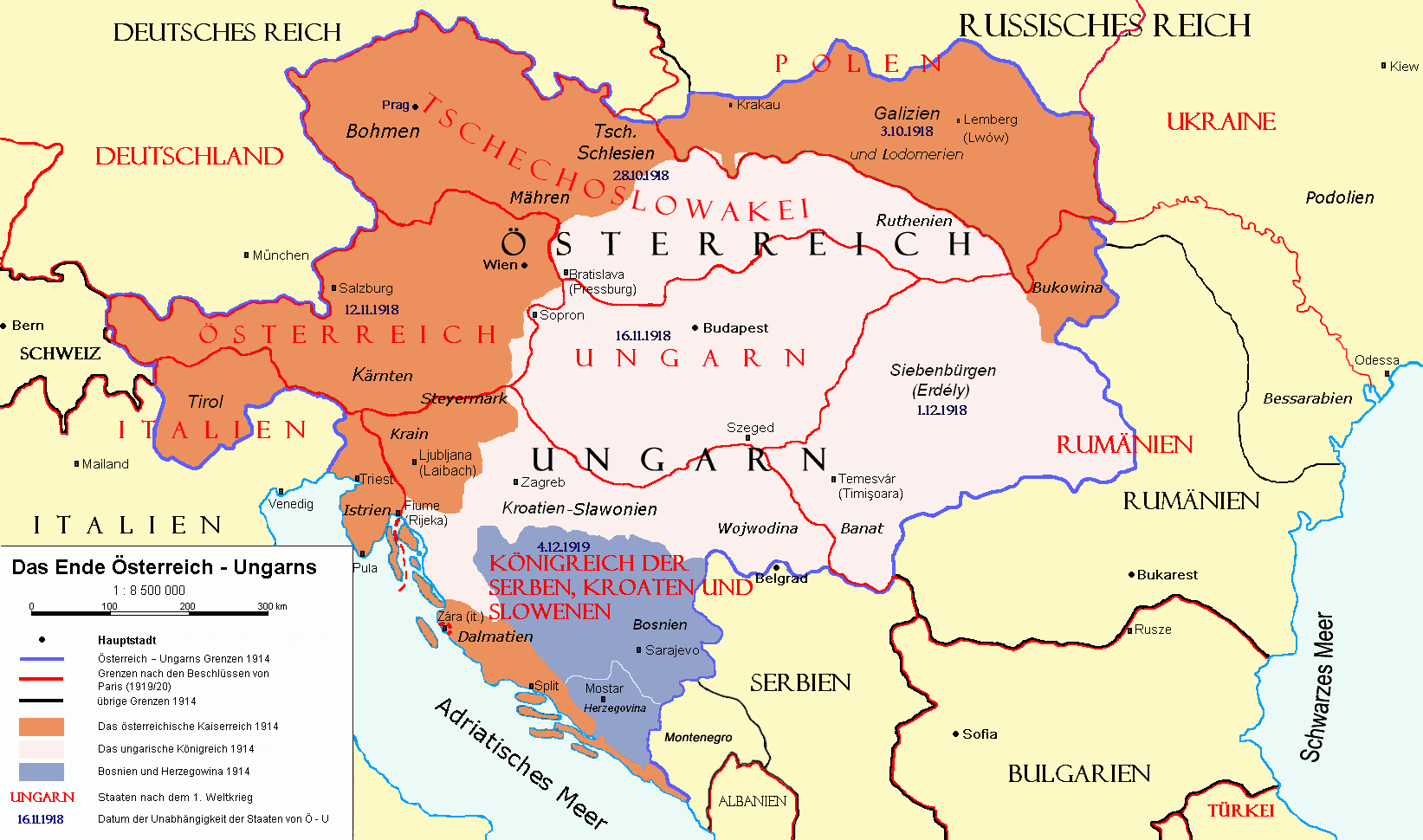
Sự khác nhau về biên giới giữa Vương quốc Hungary bên trong Áo-Hungary và Hungary độc lập sau Hòa ước Trianon

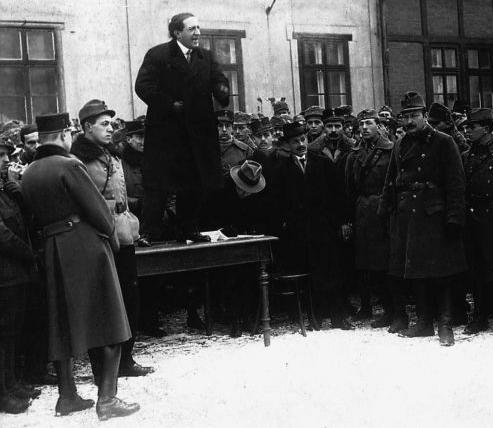
József Pogány (John Pepper) nói chuyện với binh sĩ.